# أمريكيون مصريون
الأمريكيون المصريون هم الأمريكيون من أصل مصري. قدر مكتب تعداد الولايات المتحدة 2016 عدد الأمريكيين ذوي الأصول المصرية بحوالي 256,000. قد يشمل تعريف الأمريكيين المصريين أيضا السكان المولودين في مصر والمقيمين في الولايات المتحدة. قدر مكتب تعداد الولايات المتحدة في عام 2016 أن هناك 181,677 شخص مولود في مصر ومقيم في الولايات المتحدة. ويمثلون حوالي 0.4% من إجمالي السكان المولودين في الخارج المقيمين في الولايات المتحدة والبالغ عددهم 42,194,354 مهاجر من الجيل الأول في عام 2016.

## وصلات خارجية
- American Egyptian Strategic Alliance or AESA
- Society of Egyptian Americans
- Alliance of Egyptian Americans
- Association of Egyptian-American Scholars
- Egyptian American Alliance of Youth
- Egyptian American Community Foundation
- Egyptian American Cultural Association
- Egyptian American Organization of California
- Egyptian American Society
- Challenges of Egyptian American Marriage